# Bonifaci (famiglia)
I Bonifaci furono una nobile famiglia italiana di origine bavara dell'Alto Medioevo.

## Storia
I Bonifaci discendevano da Bonifacio il Bavaro, un aristocratico bavaro giunto in Italia al seguito di Carlo Magno. Nell'812 Bonifacio venne nominato conte di Lucca e l'area sotto il suo controllo comprendeva le città di Pisa, Volterra, Pistoia e Luni. I suoi discendenti in linea maschile furono margravi di Toscana dall'844 al 931, quando l'ultimo membro della famiglia fu deposto e accecato dal fratellastro e re d'Italia Ugo di Provenza, appartenente alla dinastia bosonide.

## Tavola genealogica
|                       |                                                |                                                |                                                         |                                                         |                                                               |                                                                                          |                                                                                          |                                                   |                        |                        |
|                       |                                                |                                                |                                                         |                                                         | Bonifacio I *? † ante 5.X.823                                 |                                                                                          |                                                                                          |                                                   |                        |                        |
|                       |                                                |                                                |                                                         |                                                         |                                                               |                                                                                          |                                                                                          |                                                   |                        |                        |
|                       |                                                |                                                |                                                         |                                                         |                                                               |                                                                                          |                                                                                          |                                                   |                        |                        |
|                       |                                                |                                                | Bereharius *? †?                                        | Bereharius *? †?                                        | Bonifacio II *? † post 838                                    | Bonifacio II *? † post 838                                                               | Richilda *? † post 5.X.823                                                               | Richilda *? † post 5.X.823                        |                        |                        |
|                       |                                                |                                                |                                                         |                                                         |                                                               |                                                                                          |                                                                                          |                                                   |                        |                        |
|                       |                                                |                                                |                                                         |                                                         |                                                               |                                                                                          |                                                                                          |                                                   |                        |                        |
|                       |                                                |                                                |                                                         | Berardo fl. 876-888                                     | Berardo fl. 876-888                                           | Adalberto (I) *? † post 27.V.884 ⚭ (I) Anonsuara *? †? ⚭ (II) Rotilde *? † post 27.V.884 | Adalberto (I) *? † post 27.V.884 ⚭ (I) Anonsuara *? †? ⚭ (II) Rotilde *? † post 27.V.884 |                                                   |                        |                        |
|                       |                                                |                                                |                                                         |                                                         |                                                               |                                                                                          |                                                                                          |                                                   |                        |                        |
|                       |                                                |                                                |                                                         |                                                         |                                                               |                                                                                          |                                                                                          |                                                   |                        |                        |
|                       |                                                |                                                | (II) Adalberto II *? †915 ⚭ Berta di Lotaringia *? †925 | (II) Adalberto II *? †915 ⚭ Berta di Lotaringia *? †925 | (II)Bonifacio fl. 884                                         | (II)Bonifacio fl. 884                                                                    | (?) N.N. *? †? ⚭ Ubaldo I degli Hucpoldingi *? †?                                        | (?) N.N. *? †? ⚭ Ubaldo I degli Hucpoldingi *? †? | (II) Reginsinda? *? †? | (II) Reginsinda? *? †? |
|                       |                                                |                                                |                                                         |                                                         |                                                               |                                                                                          |                                                                                          |                                                   |                        |                        |
|                       |                                                |                                                |                                                         |                                                         |                                                               |                                                                                          |                                                                                          |                                                   |                        |                        |
|                       | Guido [Wido] *? †928~929 ⚭ Marozia *? †932~937 | Guido [Wido] *? †928~929 ⚭ Marozia *? †932~937 | Lamberto *? † post 938                                  | Lamberto *? † post 938                                  | Ermengarda *? † post 29.II.932 ⚭ Adalberto I d'Ivrea *? †923? | Ermengarda *? † post 29.II.932 ⚭ Adalberto I d'Ivrea *? †923?                            |                                                                                          |                                                   |                        |                        |
|                       |                                                |                                                |                                                         |                                                         |                                                               |                                                                                          |                                                                                          |                                                   |                        |                        |
|                       |                                                |                                                |                                                         |                                                         |                                                               |                                                                                          |                                                                                          |                                                   |                        |                        |
| Teodora [Berta] *? †? | Teodora [Berta] *? †?                          | 1~2 figli                                      | 1~2 figli                                               |                                                         |                                                               |                                                                                          |                                                                                          |                                                   |                        |                        |

## Relazione con gli Obertenghi
Lo storiografo italiano Ludovico Antonio Muratori sostenne che Oberto I, capostipite degli Obertenghi, discendesse dai Bonifaci. Contro questa tesi si pronunciò lo storico tedesco Eduard Hlawitschka, il quale sottolineò che Oberto I stesso affermasse di vivere secondo le leggi longobarde, esattamente come i suoi antenati: